# Maria Nilson

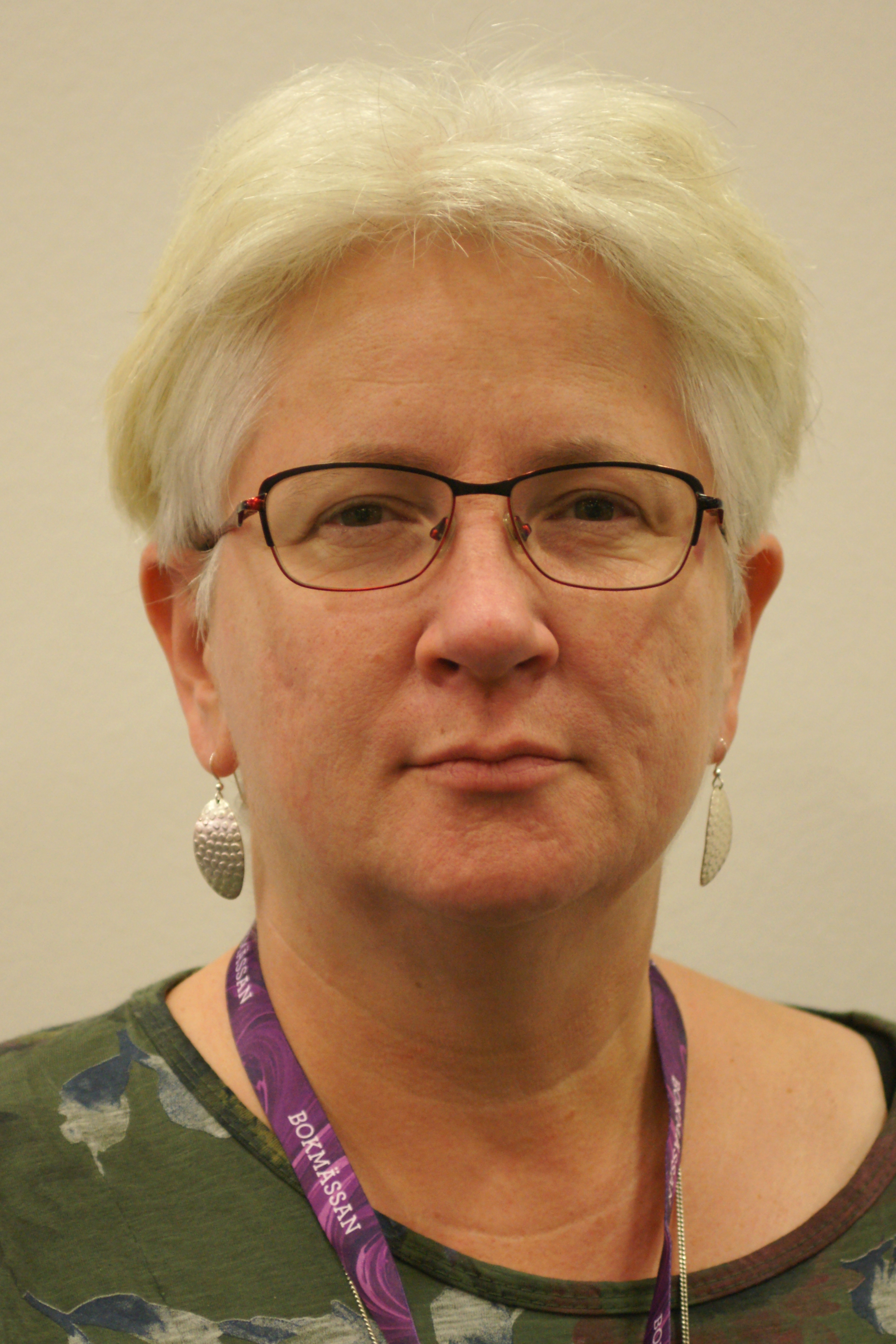
Maria Nilson på Bokmässan 2018.

Maria Nilson, född 1965, är docent i litteraturvetenskap.

## Biografi
Nilson disputerade 2003 vid Lunds universitet på en avhandling om Gertrud Lilja. Hon är lektor vid Institutionen för film och litteratur vid Linnéuniversitetet. Hon forskar främst om populärkultur, och har skrivit om bland annat tvålopera, science fiction och datorspel. Nilson har även skrivit flera artiklar, monografier och antologier om chick lit, feel good och steampunk.